# Morganton (Geòrgia)
Morganton és una població dels Estats Units a l'estat de Geòrgia. Segons el cens del 2000 tenia 299 habitants.

## Demografia
Segons el cens del 2000, Morganton tenia 299 habitants, 121 habitatges, i 87 famílies. La densitat de població era de 135,8 habitants/km².
Dels 121 habitatges en un 27,3% hi vivien nens de menys de 18 anys, en un 55,4% hi vivien parelles casades, en un 12,4% dones solteres, i en un 27,3% no eren unitats familiars. En el 25,6% dels habitatges hi vivien persones soles el 14% de les quals corresponia a persones de 65 anys o més que vivien soles. El nombre mitjà de persones vivint en cada habitatge era de 2,47 i el nombre mitjà de persones que vivien en cada família era de 2,95.
Per edats la població es repartia de la següent manera: un 23,1% tenia menys de 18 anys, un 8% entre 18 i 24, un 23,1% entre 25 i 44, un 26,8% de 45 a 60 i un 19,1% 65 anys o més.
L'edat mediana era de 43 anys. Per cada 100 dones de 18 o més anys hi havia 85,5 homes.
La renda mediana per habitatge era de 32.500 $ i la renda mediana per família de 35.938 $. Els homes tenien una renda mediana de 26.875 $ mentre que les dones 17.750 $. La renda per capita de la població era de 19.897 $. Entorn del 12,9% de les famílies i el 16,8% de la població estaven per davall del llindar de pobresa.

## Poblacions més properes
El següent diagrama mostra les poblacions més properes.